# Arrondissement Mantes-la-Jolie
Mantes-la-Jolie is een arrondissement in Frankrijk, in de regio Île-de-France. De onderprefectuur is Mantes-la-Jolie.

## Kantons
De samenstelling is door de herindeling van de kantons bij decreet van 21 februari 2014 met uitwerking op 22 maart 2015 als volgt:
1. Aubergenville - 5 / 40
2. Bonnières-sur-Seine - 69
3. Limay - 20
4. Mantes-la-Jolie - 5
5. Les Mureaux - 10

Het aantal gemeenten staat bij ieder kanton vermeld, die tot het arrondissement behoren. Vijf van de gemeenten in kanton Aubergenville behoren tot arrondissement Mantes-la-Jolie.
Het arrondissement was tot 2014 uit de volgende kantons samengesteld:
1. Aubergenville
2. Bonnières-sur-Seine
3. Guerville
4. Houdan
5. Limay
6. Mantes-la-Jolie
7. Mantes-la-Ville
8. Meulan-en-Yvelines